# Томаш Грдлічка
Томаш Грдлічка (чеськ. Tomáš Hrdlička, нар. 17 лютого 1982, Прага) — чеський футболіст, що грав на позиції півзахисника.
Виступав, зокрема, за клуби «Славія» (Прага), «Богеміанс 1905» та «Слован» (Братислава), з яким став чемпіоном та володарем Кубка Словаччини, а також молодіжну збірну Чехії, у складі якої став чемпіоном Європи 2002 року.

## Клубна кар'єра
У дорослому футболі дебютував 2001 року виступами за команду «Славія», в якій провів шість сезонів, взявши участь у 107 матчах чемпіонату.
Влітку 2007 року він не домовився про продовження контракту і тому перейшов до «Млади Болеслав» на правах вільного агента, де з перервою на оренду в «Богеміанс 1905» грав до початку 2011 року.
Протягом 2011 року захищав кольори словацького клубу «Слован» (Братислава), з якою став чемпіоном країни та володарем національного кубка.

## Виступи за збірну
1999 року дебютував у складі юнацької збірної Чехії (U-17), загалом на юнацькому рівні взяв участь у 10 іграх, відзначившись 3 забитими голами.
Протягом 2002—2003 років залучався до складу молодіжної збірної Чехії, з якою брав участь у молодіжному чемпіонаті Європи 2002 року у Швейцарії, де збірна Чехії виграла свій перший титул, обігравши у фіналі Францію по пенальті. Всього на молодіжному рівні зіграв у 12 офіційних матчах, забив 1 гол.

## Титули і досягнення
- Чемпіон Словаччини (1):

«Слован» (Братислава): 2010/11
- Володар Кубка Словаччини (1):

«Слован» (Братислава): 2010/11